# Wolin
Wolin (česky Volyň, řídce také Volín, historicky Volyn, polsky Wolin, pomořsky Wòlin, německy Wollin) je ostrov v Baltském moři v severozápadním cípu Polska. Je oddělen od německo-polského ostrova Uznojem řekou Svinou a od polské pevniny řekou Dziwnou. Povrch ostrova je 265 km², nejvyšším bodem je hora Grzywacz (115 m n. m.).

## Název a dějiny
Původ jména není zcela znám, pravděpodobně se jedná o slovanský původ, kdy v jazyku starých Slovanů znamenalo slovo „wolyn“ vlhkou, mokrou zemi.
V minulosti se zde nacházel chrám Polabských Slovanů.
Ostrov získal roku 967 polský kníže Měšek I., o několik století později se však stal součástí německojazyčných státních útvarů a slovanské obyvatelstvo zde nahradili převážně Němci. Od roku 1720 náležel Prusku, poté sjednocené Německé říši. Po 2. světové válce byl přiřknut Polsku a po správní reformě z roku 1999 je součástí Západopomořského vojvodství. Německé obyvatelstvo bylo vysídleno hned po 2. světové válce a ostrov osídlilo polské obyvatelstvo.

## Geografie

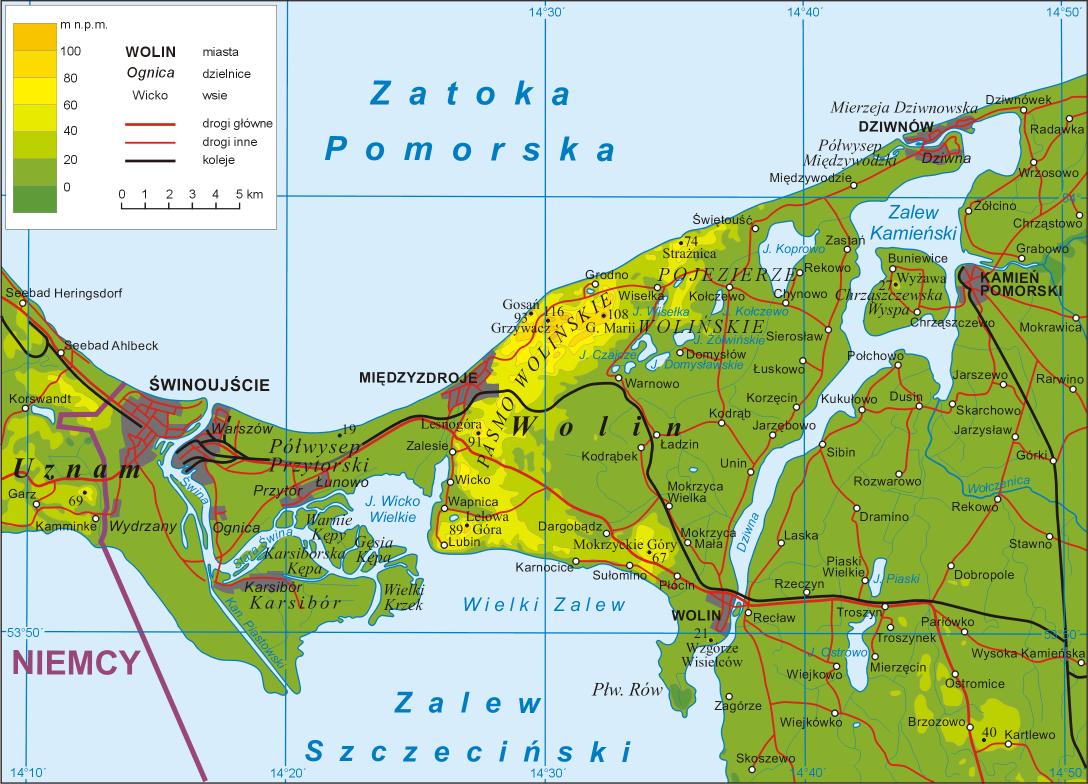
Mapa ostrova Volyň

Většina Ostrova leží v geomorfologickém celku Uznam a Wolin. Převážná většina ostrova, který má přibližně trojúhelníkovitý tvar, je tvořena lesy a menšími kopci. Uprostřed ostrova se nachází Wolinský národní park s několika jezery, z nichž největší se jmenuje Koprowo. Ostrov je jedním z největších turistických lákadel na severu Polska a nachází se zde několik značených turistických cest, např. 73 km dlouhá trasa z Międzyzdroje do Dziwnówku.
Na Wolině leží města Svinoústí (východní část s velkým přístavem), Wolin, Międzyzdroje; většina ostrova je rozdělena mezi gminy Wolin a Międzyzdroje, které spadají pod Okres Kamień Pomorski. Napříč ostrovem probíhá důležitá železniční trať Štětín–Svinoústí.